# Peter von Köppen
Peter von Köppen (ur. 1793 w Charkowie, zm. 1864) – rosyjski geograf, statystyk, historyk.
Po ukończeniu studiów prawniczych w Charkowie przeprowadził się do Petersburga. W latach 1829–1834 mieszkał na Półwyspie Krymskim.
Zajmował się badaniami geograficznymi obszaru pomiędzy Wołgą a Dniestrem. Za zasługi dla kultury rosyjskiej otrzymał od cara Aleksandra II Romanowa tytuł akademika.
Synami Petera von Köppena byli Wladimir Köppen i Fiodor Pietrowicz Köppen.